# Giancarlo Berardi
Giancarlo Berardi (Gênova, Itália, 15 de novembro de 1949) é um quadrinista italiano, mais conhecido por seus trabalhos nas revistas Ken Parker e Julia. Ganhou o Troféu HQ Mix de melhor roteirista em 2002 pela edição brasileira da revista Ken Parker